# Wappen der Gebiete Kasachstans
Diese Liste zeigt die Wappen und Siegel der 14 Gebiete Kasachstans. Die zentralasiatische Republik Kasachstan ist in 14 Gebiete und drei Städte mit Sonderstatus gegliedert.

## Liste
| Lage | Wappen | Gebiet (kasachisch)                                                                             | Anmerkungen |
| ---- | ------ | ----------------------------------------------------------------------------------------------- | --- |
|      |        | Gebiet Aqmola Ақмола облысы (Aqmola oblysy)                                                     | |
|      |        | Gebiet Almaty Алматы облысы (Almaty oblysy)                                                     | |
|      |        | Gebiet Aqtöbe Ақтөбе облысы (Aqtöbe oblysy)                                                     | (Variante) |
|      |        | Gebiet Atyrau Атырау облысы (Atyrau oblysy)                                                     | |
|      |        | Gebiet Mangghystau Маңғыстау облысы (Mangghystau oblysy)                                        | |
|      |        | Gebiet Pawlodar Павлодар облысы (Pawlodar oblysy)                                               | |
|      |        | Gebiet Nordkasachstan Солтүстік Қазақстан облысы (Soltüstik Qasaqstan oblysy)                   | |
|      |        | Gebiet Ostkasachstan Шығыс Қазақстан облысы (Schyghys Qasaqstan oblysy) Öskemen Ust-Kamenogorsk | |
|      |        | Gebiet Qaraghandy Қарағанды облысы (Qaraghandy oblysy) Qaraghandy Karaganda                     | |
|      |        | Gebiet Qostanai Қостанай облысы (Qostanai oblysy)                                               | |
|      |        | Gebiet Qysylorda \| Қызылорда облысы (Qysylorda oblysy) Qysylorda Kysyl-Orda                    | |
|      |        | Gebiet Schambyl Жамбыл облысы (Schambyl oblysy)                                                 | |
|      |        | Gebiet Südkasachstan Оңтүстік Қазақстан облысы (Ongtüstik Qasaqstan oblysy)                     | |
|      |        | Gebiet Westkasachstan Батыс Қазақстан облысы (Batys Qasaqstan oblysy)                           | |
|      |        | Almaty (Alma-Ata) Алматы қаласы Almaty qalasy                                                   | Das Siegel der Stadt findet sich auch zwischen zwei roten Streifen in der Mitte der Flagge wieder:                                                         |
|      |        | Astana Астана қаласы Astana qalasy                                                              | Astana führt ebenfalls eine eigene Flagge, die das Wappen in der Mitte zeigt:                                                                              |
|      |        | Baiqongyr (Baikonur) Байқоңыр қаласы Baiqongyr qalasy                                           | Das Wappen zeigt vor einer Weltkugel eine startende Rakete als Hinweis auf den Raketenbahnhof Baikonur. Darüber in kyrillischer Schrift der Name Baikonur. |